# Michele Giordano
Michele Giordano (ur. 26 września 1930 w S. Arcangelo, zm. 2 grudnia 2010 w Neapolu), włoski duchowny katolicki, arcybiskup Neapolu, kardynał.

## Życiorys
Studiował w seminariach w Potensa, Salerno i Posillipo, święcenia kapłańskie przyjął 5 lipca 1953. Pracował w rodzinnej diecezji Anglona-Tursi, był tam duszpasterzem, dyrektorem centrum nauk społecznych, nauczycielem religii, koordynatorem diecezjalnym Akcji Katolickiej, pełnił także obowiązki wikariusza generalnego. 23 lutego 1968 został obdarzony tytułem kapelana Jego Świątobliwości.
W grudniu 1971 został mianowany biskupem pomocniczym Matery, ze stolicą tytularną Lari Castellum; objął jednocześnie obowiązki administratora apostolskiego sede vacante Graviny i Irsiny. Sakrę biskupią odebrał 5 lutego 1972 z rąk Giacomo Palombelli, biskupa Matery i Irsiny. W czerwcu 1974 został promowany na arcybiskupa Matery i Irsiny; od maja 1987 był arcybiskupem Neapolu (i przewodniczącym Konferencji Episkopatu Kampanii).
28 czerwca 1988 Jan Paweł II wyniósł go do godności kardynalskiej, nadając tytuł prezbitera S. Gioacchino ai Prati di Castello. Kardynał Giordano brał udział w sesjach Światowego Synodu Biskupów w Watykanie, a także reprezentował papieża w charakterze specjalnego wysłannika na uroczystościach religijnych i rocznicowych. Uczestniczył w konklawe w kwietniu 2005.
W maju 2006 papież Benedykt XVI przyjął jego rezygnację z funkcji arcybiskupa Neapolu złożoną w związku z osiągnięciem wieku emerytalnego.